# Robert Godding (jésuite)
Pour les articles homonymes, voir Godding.
Le R.P. Robert Godding, S. J., né à Uccle - Bruxelles le 17 février 1956, est un jésuite, historien, bollandiste, et hagiographe, de nationalité belge.

## Biographie
Il est le fils du professeur Philippe Godding, historien du droit, et le petit-fils de l'homme d'État Robert Godding.
Il est l'auteur de nombreux travaux érudits concernant le culte des saints et l'histoire du bollandisme.
Entré dans la Compagnie de Jésus en 1974, il étudia, à côté de ses études théologiques, les sciences historiques à l'Université catholique de Louvain, la patristique et l'archéologie à Rome et la paléographie au sein de la Bibliothèque Vaticane.
Il a rejoint la Société des Bollandistes en 1990 et en est le directeur depuis 1998.
Sa dissertation inaugurale sur les prêtres en Gaule mérovingienne, défendue à l'Université catholique de Louvain en 1995, lui fit acquérir le grade de docteur en philosophie.
Il enseigne à l'Université Grégorienne de Rome.

## Quelques écrits

### Livres
- Bollandistes, saints et légendes. Quatre siècles de recherche hagiographique, Bruxelles, Société des Bollandistes, 2007 (cum aliis)
- De Rosweyde aux Acta Sanctorum. La recherche hagiographique des Bollandistes à travers quatre siècles, Bruxelles, Société des Bollandistes, 2009 (cum aliis).
- Bibliografia di Gregorio Magno 1890-1989, compléments aux œuvres de Grégoire le Grand, 1, Rome, éd. Città Nuova, 1990.
- « Introduction » et « Complément bibliographique » au livre de R. Aigrain, L’hagiographie. Ses sources – Ses méthodes – Son histoire. Reproduction inchangée de l’édition originale de 1953. Avec un complément bibliographique par Robert Godding (= Subsidia hagiographica, 80), Bruxelles, Société des Bollandistes, 2000.
- Prêtres en Gaule mérovingienne, collection Subsidia hagiographica, 82, Bruxelles, Société des Bollandistes, 2001.
- Bollandistes, Saints et Légendes. Quatre siècles de recherche (cum aliis), Bruxelles, 2007.
- Erudizione e Santità. Bollandisti in Casanatense, Rome, Biblioteca Casanatense – Bruxelles, Société des Bollandistes, 2008.
- De Rosweyde aux Acta Sanctorum. La recherche hagiographique des Bollandistes à travers quatre siècles, (cum aliis, collection Subsidia Hagiographica, 88, Bruxelles, 2009.

### Articles
- Une œuvre inédite de Thomas de Cantimpré : la « Vita Ioannis Cantipratensis », dans : Revue d’histoire ecclésiastique, 76, 1981.
- Vie apostolique et société urbaine à l’aube du XIIIe siècle, dans : Nouvelle revue théologique, 104, 1982, pp. 692-721.
- Les Dialogues… de Grégoire le Grand. À propos d’un livre récent, dans : Analecta Bollandiana, 106, 1988, pp. 201-229.
- Cento anni di ricerche su Gregorio Magno. À proposito di una bibliografia, dans : Gregorio Magno e il suo tempo. Dans : Studia ephemeridis « Augustinianum », 33, Rome, 1991, p. 293-304.
- Grégoire le Grand et Marie-Madeleine, dans : Memoriam sanctorum venerantes. Miscellanea in honorem Mons. Victor Saxer, Studi di Antichità Cristiana, 48, Città del Vaticano, 1992, p. 469-481.
- (avec H. Platelle), Vita Hugonis Marchianensis (+ 1158). Présentation, édition critique et traduction française, dans : Analecta Bollandiana, 111, 1993, pp. 301-384.
- Bibliotheca hagiographica vulgaris. Revues et sociétés d’hagiographie. De l’ancien et du nouveau, dans: Analecta Bollandiana, 113, 1995, pp. 151-154.